# Trantjärnen, Dalsland
Trantjärnen är en sjö i Munkedals kommun i Dalsland och ingår i Örekilsälvens huvudavrinningsområde. Sjön är 4,8 meter djup, har en yta på 0,03 kvadratkilometer och befinner sig 140 meter över havet.